# Крочетта, Розарио
Розарио Крочетта (итал. Rosario Crocetta; род. 8 февраля 1951) — итальянский политик, губернатор Сицилии (2012—2017).

## Биография
Получив среднее образование, работал в Джеле в местном отделении корпорации Eni, также сотрудничал в нескольких газетах — «L’Unità», «Il Manifesto», «Liberazione». Придерживаясь левых политических убеждений, состоял в Коммунистической партии, а после её самороспуска вступил в Партию коммунистического возрождения (с 1996 по 1998 год представлял ПКВ в городской администрации Джелы, занимая должность асессора по культуре). В 1998 году избран по списку Федерации зелёных в коммунальный совет и стал советником асессора региональной администрации по вопросам культуры Сальваторе Моринелло.
В 2000 году перешёл в Партию итальянских коммунистов, в 2001 году стал асессором по вопросам общественного образования в администрации Джелы, затем выставил свою кандидатуру на выборах мэра Джелы при поддержке левоцентристской коалиции (без участия Партии коммунистического возрождения, выставившей собственного кандидата). По итогам выборов ему сначала было засчитано поражение (он получил на 200 голосов меньше правого соперника), но после пересчёта бюллетеней был официально признан избранным мэром. Организация Arcigay объявила Крочетту первым открытым геем на должности мэра в Италии, что принесло ему общенациональную известность, которая ещё более выросла после разоблачённой попытки мафиозного покушения на него. В 2007 году переизбран мэром, получив в первом туре 64,8 % голосов, в 2008 году вступил в Демократическую партию. В 2009 году ушёл в отставку с должности мэра, включившись в борьбу за избрание евродепутатом.
С 2009 по 2012 год — депутат Европарламента.
В 2012 году избран губернатором Сицилии при поддержке Демократической партии и Союза Центра, а также специально сформированного списка «Мегафон — Список Крочетта». Стал первым левым губернатором Сицилии с 1947 года.
В ходе парламентских выборов 2013 года «Мегафон-Список Крочетта» представил собственный список только на голосовании в Сенат, в составе левоцентристской коалиции, возглавляемой ДП, набрал 138 564 голосов избирателей на Сицилии, что составило только 0,45 % от общего количества голосов по Италии, но принесло ему одно сенаторское кресло, которое занял Джузеппе Лумиа.
В преддверии региональных выборов 2017 года на Сицилии Крочетта вступил в конфликт с Демократической партией, стремившейся убедить его в необходимости поддержать другого кандидата от партии на должность губернатора — Фабрицио Микари.
В сентябре 2017 года объявил об отказе от планов переизбрания губернатором на региональных выборах, предстоявших 5 ноября.
На выборы шёл в мессинском округе как кандидат в региональный совет по списку «Arcipelago Sicilia — Micari presidente», сформированному с целью поддержки кандидатуры Микари на должность губернатора. Окружной список был представлен в суд 16 сентября 2017 года, но в октябре был исключён из выборного процесса ввиду поздней подачи документов.